# The Pacifica
Il The Pacifica è un grattacielo di Auckland in Nuova Zelanda.

## Storia
I lavori di costruzione dell'edificio, iniziati nel 2017, sono stati portati a termine nel 2020.

## Descrizione
Alto 57 piani, raggiunge un'altezza di 178 metri, cosa che ne fa il secondo grattacielo più alto della città.